# Megalodacne
Megalodacne (лат.) — род жуков-грибовиков (Erotylidae).

## Распространение
Встречаются в восточной части США и в Канаде.

## Описание
Жуки окрашены в яркие цвета с узорами.

## Экология и местообитание
Личинки живут и развиваются в ножках грибов, а также ими питаются. Взрослые жуки живут, часто группами, под упавшими деревьями (поленами).

## Систематика
К роду относят два неарктических вида:
- Megalodacne fasciata
- Megalodacne heros